# José Mora
José Guillermo Mora Campos (Nicoya, Guanacaste, Costa Rica, 2 de junio de 1992), conocido deportivamente como José Mora,  es un futbolista costarricense, se desempeña como mediocentro defensivo, su ficha pertenece al Club Sport Herediano, de la Primera División de Costa Rica y milita en la Municipal Grecia, de la misma categoría, en condición de préstamo.

## Trayectoria

### A. D. Alajuela Junior
Mora debutó en la Segunda División con el equipo de Alajuela Junior, filial de Alajuelense, el 11 de agosto de 2012 en el compromiso que enfrentó a Guanacasteca en el Estadio Morera Soto. El futbolista ingresó de cambio al minuto 80' en la victoria por 3-2.
Representó al club absoluto liguista en la serie de octavos de final del Torneo de Copa 2013, siendo titular en la totalidad de los minutos en la victoria global de 4-3 sobre la Universidad de Costa Rica.

### A. D. Carmelita
El 15 de enero de 2015, el centrocampista es cedido a préstamo al conjunto de Carmelita por un periodo inicial de seis meses.
Realizó su debut en la máxima categoría el 25 de enero, por la segunda jornada del Campeonato de Verano contra el Santos de Guápiles. José arrancó en la alineación titular con la dorsal «6», salió de cambio al minuto 62' por Starling Matarrita y el marcador terminó en derrota por 0-1. Alcanzó nueve apariciones en este certamen.

### A. D. Guanacasteca
Tras finalizar el préstamo con los carmelos, el jugador regresó a Alajuelense y posteriormente termina fichando por Guanacasteca, de la Segunda División a mediados de 2015.
Llegó con su equipo a la última instancia del Torneo de Apertura 2015, donde fue titular en las dos finales contra AS Puma Generaleña, quedando subcampeón. Mora convirtió un total de dos goles en este torneo.

### A. D. R. Jicaral Sercoba
José se incorporó a Jicaral Sercoba a partir de la temporada 2016-17 de la segunda categoría. En el club adquirió el protagonismo al ser uno de los líderes en el centro del campo, así también de su presencia anotadora. Se destaca un triplete que marcó el 9 de octubre de 2016 sobre el Puntarenas, para la victoria de 3-0 en la Cancha de la Asociación Cívica. El 18 de diciembre se proclama campeón del Torneo de Apertura, tras vencer por 1-0 al Uruguay de Coronado.
El 14 de mayo de 2017 pierde la final del Torneo de Clausura ante Grecia, así como la promoción de ascenso el 28 de mayo precisamente frente a los griegos. El jugador concluyó la temporada con nueve anotaciones.
El 17 de diciembre de 2017, queda campeón del Torneo de Apertura tras la victoria 2-1 contra San Carlos en el duelo de vuelta de la final. Hizo dos goles en esta competición.
El 19 de mayo de 2018 se hace con el segundo lugar del Torneo de Clausura, perdiendo la serie final ante los sancarleños. El 2 de junio vuelve a quedar subcampeón de Segunda División. Mora logró seis conquistas para este certamen.

### Municipal Grecia
El 24 de junio de 2018, el centrocampista se convierte en nuevo refuerzo del Municipal Grecia de la Primera División, por un periodo de dos torneos cortos.

## Selección nacional
El 14 de marzo de 2019, el jugador recibe su primera convocatoria a la Selección de Costa Rica dirigida por Gustavo Matosas, para afrontar un par de partidos amistosos del mes. El 22 de marzo quedó como suplente en el partido contra Guatemala (pérdida 1-0) en el Estadio Doroteo Guamuch. Para el compromiso de cuatro días después ante Jamaica en el Estadio Nacional, Mora hizo su debut con la camiseta de su país tras ingresar de cambio por Allan Cruz al minuto 64', en la victoria ajustada de 1-0.

## Clubes
| Club                       | País       | Año                           |
| -------------------------- | ---------- | ----------------------------- |
| A. D. Alajuela Junior      | Costa Rica | 2012 - 2015                   |
| A. D. Carmelita (Préstamo) | Costa Rica | 2015                          |
| A. D. Guanacasteca         | Costa Rica | 2015 - 2016                   |
| A. D. R. Jicaral Sercoba   | Costa Rica | 2016 - 2018                   |
| Municipal Grecia           | Costa Rica | 2018 - 2019                   |
| Club Sport Herediano       | Costa Rica | 2019 - Actualidad             |
| Club Sport Herediano       | Costa Rica | 2020 - 2021 (préstamo)        |
| Municipal Grecia           | Costa Rica | 2021 - Actualmente (préstamo) |

## Palmarés
| Título                                 | Club         | País       | Año           |
| -------------------------------------- | ------------ | ---------- | ------------- |
| Campeón Primera División de Costa Rica | CS Herediano | Costa Rica | Apertura 2019 |